# Халімон Богдан Вікторович
Богда́н Ві́кторович Халімо́н — капітан Збройних сил України.

## З життєпису
Випускник 2000 року Чернігівського ліцею з посиленою фізичною підготовкою.
Брав участь у боях на сході України в складі артилерійського підрозділу 95-ї бригади.

## Державні нагороди
- Орден Богдана Хмельницького II ст.(4 грудня 2014) — за особисту мужність і героїзм, виявлені у захисті державного суверенітету та територіальної цілісності України, вірність військовій присязі, високий професіоналізм та з нагоди Дня Збройних Сил України[1]
- Орден Богдана Хмельницького III ст.(14 серпня 2014) — за особисту мужність і героїзм, виявлені у захисті державного суверенітету та територіальної цілісності України[2]